# Ga Thường Tín
Ga Thường Tín là một nhà ga xe lửa trên tuyến đường sắt Bắc Nam thuộc địa phận thành phố Hà Nội, tiếp nối sau ga Văn Điển và trước ga Chợ Tía. Ga toạ lạc tại quốc lộ 1, thị trấn Thường Tín, huyện Thường Tín cắt ngang với ga Thường Tín là tỉnh lộ 427 - đường 71 cũ. Lý trình ga: Km 17 + 400. 